# 잉글랜드 내전의 연표
이것은 잉글랜드 내전의 전개, 절정, 결과로 이어진 사건들의 연대기이다.

## 잉글랜드 내전 이전 사건
- 1626년 – 의회가 유럽 주둔 잉글랜드군 사령관인 제1대 버킹엄 공작 조지 빌리어즈를 해임하자 찰스 1세는 분노하여 의회를 해산한다.
- 1628년 – 찰스 1세가 의회를 소집하고, 의회는 찰스 1세가 마지못해 수락한 권리청원을 작성한다. 존 펠턴이 포츠머스에서 조지 빌리어즈를 살해한다.
- 1629년 – 찰스 1세가 의회를 해산하고 1640년까지 다시 소집하지 않아, 이로써 찰스 1세의 친정이 시작된다.
- 1633년 – 윌리엄 로드가 캔터베리 대주교로 임명된다.
- 1637년 – 찰스 1세가 장로교인 스코틀랜드 교회에 잉글랜드 성공회 의식을 강요하려 시도하자 제니 게데스가 소동을 일으켜 국민 언약으로 이어진다.
- 1639–1640년 – 스코틀랜드에서 주교 전쟁이 시작된다.

### 1640년
- 4월 13일, 단기의회의 첫 회의
- 5월 5일, 찰스 1세가 단기의회를 해산한다.
- 10월 28일, 찰스 1세가 리폰 조약에 서명하도록 강요받는다.
- 11월 3일, 장기의회의 첫 회의
- 12월 11일, 근본청원이 장기의회에 제출된다.

### 1641년
- 7월, 장기의회가 "추밀원을 규제하고 일반적으로 성실청이라고 불리는 법원을 폐지하는 법안"을 통과시킨다.
- 7월, 찰스 1세가 스코틀랜드로 돌아와 모든 언약도 요구를 수락한다.
- 8월, 근본법안이 장기의회에 의해 거부된다.
- 10월, 1641년 아일랜드 반란 발발
- 12월 1일 – 대간주가 국왕에게 제출된다.
- 12월 – 장기의회가 주교 배제법을 통과시킨다.

### 1642년 사건
- 1월 4일, 찰스 1세는 영국 하원 의사당에서 다섯 의원 (존 핌, 존 함프덴, 덴질 홀스, 아서 헤이젤리그 경, 그리고 윌리엄 스트로드)을 직접 체포하려 시도하지만 실패한다.
- 1월, 장기의회의 명령에 따라 존 호섬 경이 킹스턴어폰헐의 병기창을 점령한다.
- 2월 5일, 잉글랜드 국교회의 주교들이 주교 배제법에 의해 영국 상원에서 배제된다.
- 2월 23일 – 헨리에타 마리아가 메리 공주와 왕관 보석을 가지고 네덜란드로 간다.
- 3월 5일, 장기의회가 민병대 조례를 통과시킨다.
- 3월 15일, 장기의회가 "백성은 왕실의 동의를 받지 못했지만 민병대 조례에 구속된다"고 선언한다.
- 4월, 존 호섬 경이 찰스 1세가 킹스턴어폰헐에 들어오는 것을 거부한다.
- 5월 – 아일랜드 반란이 끝난다.
- 6월 2일 – 19개 제안이 거부된다.
- 6월 3일, 찰스 1세가 자신의 대의를 위한 지지를 얻기 위해 소집한 요크 외곽 휴워스 무어 회의가 열린다.
- 7월, 찰스 1세가 헐을 포위했지만 실패한다.
- 7월, 의회가 안전위원회를 임명한다.
- 9월 29일, 의회를 대표하는 페어팩스 경과 왕당파를 대표하는 헨리 벨라시스가 중립 조약 (요크셔)에 서명한다.
- 10월 23일, 에지힐 전투
- 12월 1일, 피어스브리지 전투
- 12월 7일, 태드캐스터 전투
- 12월 18일, 첫 브래드포드 공성전 (첨탑 전투)

## 제1차 잉글랜드 내전

### 1643년 사건
- 1월 19일, 브래독 다운 전투
- 1월 23일, 리즈 전투
- 1월 28일, 장기의회가 옥스퍼드 조약을 협상하기 위해 위원들을 보낸다 (실패).
- 3월 19일, 홉턴 히스 전투
- 3월 30일, 시크로프트 무어 전투
- 4월 3일, 캠프 힐 전투 — 왕당파의 승리
- 4월 8일–21일, 리치필드 공성전 — 왕당파의 점령
- 4월 25일, 사워턴 다운 전투 — 의회파의 승리
- 5월 16일, 스트래턴 전투 — 왕당파의 승리
- 5월 21일, 토머스 페어팩스가 시크로프트 무어에서 잃은 병사들과 교환하기 위해 왕당파 수비대 주둔지인 워크필드에 공격을 감행하여 포로를 잡는다.
- 5월 29일–31일, 우스터 공성전 — 의회파는 점령에 실패한다.
- 6월 16일, 장기의회가 면허령을 통과시킨다.
- 6월 18일, 찰그로브 필드 전투 — 존 함프덴이 전투 중 치명상을 입고 1643년 6월 24일 토요일 저녁에 사망한다.
- 6월 30일, 아드월턴 무어 전투
- 7월 1일, 웨스트민스터 총회의 첫 회의
- 7월 2일, 두 번째 브래드포드 공성전
- 7월 4일, 버튼 브리지 전투
- 7월 5일, 서머셋 바스 근처에서 랜스다운 전투가 벌어진다.
- 7월 13일, 데비지스 근처에서 라운드웨이 다운 전투가 벌어진다.
- 7월 20일, 게인즈버러 전투
- 7월 26일, 브리스톨 습격
- 8월 17일, 스코틀랜드 교회가 엄숙동맹과 언약을 비준한다.
- 9월 2일, 1643년 헐 공성전 시작
- 9월 18일, 올드본 체이스 전투
- 9월 20일, 제1차 뉴버리 전투
- 9월 25일, 장기의회와 웨스트민스터 총회가 엄숙동맹과 언약을 비준한다. 스코틀랜드와의 협상 조건에 따라 안전위원회는 양국위원회로 대체된다.
- 10월 11일, 윈스비 전투

### 1644년 사건
스코틀랜드인들이 남쪽으로 진격하여 의회군과 합류하여 요크를 위협한다.
- 1월 26일, 낸트위치 전투
- 2월 3일, 뉴캐슬 공성전, 스코틀랜드군에 항복하라는 공식 요청.
- 3월 29일, 체리턴 전투
- 5월 28일, 볼턴 습격과 볼턴 학살
- 6월 29일, 크롭프레디 브리지 전투
- 7월 2일, 마스턴 무어 전투
- 9월 13일, 두 번째 애버딘 전투
- 10월 19일, 스코틀랜드 병사들의 도시 습격으로 뉴캐슬 공성전이 끝난다.
- 10월 24일, 장기의회가 아일랜드인에 대한 무자비 조례를 통과시킨다.
- 10월 27일, 제2차 뉴버리 전투
- 11월 23일, 존 밀턴의 아레오파지티카 첫 출판
- 11월 4일, 장기의회가 억스브리지 제안을 옥스퍼드의 국왕에게 보낸다.

### 1645년 사건
- 1월 6일, 양국위원회가 신모범군 창설을 명령한다.
- 1월 28일, 장기의회가 억스브리지에서 국왕 위원들과 만날 위원들을 임명한다.
- 2월 22일, 억스브리지 조약에 대한 협상이 실패로 끝난다.
- 2월–7월, 스카버러 성 대공성전
- 4월 23일, 장기의회가 자기부인 조례를 통과시킨다.
- 5월 9일, 올던 전투
- 5월 30일, 레스터 포위 및 약탈[1]
- 6월 14일, 네이즈비 전투
- 7월 2일, 올포드 전투
- 7월 10일, 랭포트 전투
- 8월 15일, 킬시스 전투
- 9월 13일, 필리파우 전투
- 9월 24일, 로턴 히스 전투
- 레스터의 항복
- 10월, 남부 링컨셔주에서 왕당파의 공격에 대한 두려움
- 찰스 1세는 노팅엄셔주 웰벡으로 갔다.
- 12월 17일, 헤리퍼드 공성전이 왕당파 수비대의 항복으로 끝났다.

### 1646년 사건
- 1월 18일, 다트머스 공성전이 왕당파 수비대의 항복으로 끝났다.
- 2월 3일, 체스터 공성전이 136일간의 포위 끝에 왕당파 수비대의 항복으로 끝났다.
- 2월 16일, 토리턴 전투는 신모범군의 승리였다.
- 3월 10일, 랄프 홉턴이 콘월주 트레실리언 다리에서 왕당파 군대를 항복시킨다.
- 3월 21일, 스토우온더월드 전투는 제1차 내전의 마지막 회전이며 신모범군의 승리였다.
- 4월 13일, 엑서터 공성전이 왕당파 수비대의 항복으로 끝났다.
- 5월 5일, 찰스 1세는 노팅엄셔주 사우스웰에서 스코틀랜드군에 항복한다.
- 5월 6일, 뉴어크가 의회파에게 함락된다.
- 6월 24일, 옥스퍼드 공성전이 왕당파 수비대의 항복으로 끝났다.
- 7월 22일, 우스터 공성전이 왕당파 수비대의 항복으로 끝났다.
- 7월 27일, 65일간의 포위 끝에 마지막 잉글랜드 왕당파 거점인 월링퍼드 성이 토머스 페어팩스 경에게 항복한다.
- 8월 19일, 래글런 성의 왕당파 수비대가 항복한다 (웨일스).
- 10월 9일, 장기의회가 잉글랜드와 웨일스에서 대주교와 주교를 폐지하고 그들의 토지와 소유물을 공화국의 이익을 위해 신탁자들에게 귀속시키는 조례를 통과시킨다.

### 1647년 사건
- 3월 13일, 웨일스에 남아있던 마지막 왕당파 거점인 할렉 성이 의회군에게 항복한다.
- 5월 29일, 육군 총회가 엄숙한 서약을 작성한다.
- 6월 3일, 조지 조이스 코넷(페어팩스 기병대의 하급 장교)이 신모범군 기병대와 함께 홀든비 하우스에서 국왕을 의회 경비대원으로부터 붙잡아 신모범군의 보호 아래 둔다.
- 6월 4일–5일, 뉴마켓 근처 켄트포드 히스에서 모인 신모범군의 장교와 병사들이 엄숙한 서약에 동의한다.
- 6월 8일, 페어팩스 장군은 엄숙한 서약을 의회에 보내면서 국왕이 이제 군대의 보호 아래 있으며 협상은 신모범군 대표들을 통해 이루어질 것임을 설명하는 편지를 보낸다.
- 8월 1일, 육군 총회가 제안의 핵심을 제시한다.
- 8월 31일, 몬트로즈가 하이랜드를 탈출한다.
- 10월, "공동의 권리에 기반한 확고하고 즉각적인 평화를 위한 인민의 협정"이 육군 총회에 제출된다.
- 10월 28일, 퍼트니 토론 시작. 11월 11일 종료.
- 12월 26일, 스코틀랜드 언약도의 한 파벌이 인게이저와 찰스 1세가 약정에 서명한다.

## 제2차 잉글랜드 내전

### 1648년 사건
- 5월 8일, 세인트 파간스 전투
- 5월 16일(?) – 7월 11일, 펨브로크 공성전
- 6월 1일, 메이드스톤 전투
- 6월 13일 – 8월 28일, 콜체스터 공성전
- 8월 17일 – 8월 19일, 프레스턴 전투
- 8월 19일, 윈윅 전투
- 8월 28일, 콜체스터가 항복한 저녁, 왕당파인 찰스 루카스 경과 조지 라일 경이 총살되었다.
- 9월 15일, 뉴포트 조약
- 11월, 군 지휘관들이 군대의 간주를 작성한다.
- 12월 6일, 프라이드의 숙청, 토머스 프라이드 대령 휘하의 병사들이 무력으로 의회에서 올리버 크롬웰의 반대자들을 제거하여 잔부의회가 형성되었다.

### 1649년 사건
- 1월 15일, "공동의 권리, 자유, 안전에 기반한 안전하고 즉각적인 평화를 위한 잉글랜드 인민과 통합된 지역의 인민의 협정"이 잔부의회에 제출된다.
- 1월 20일, 찰스 1세의 고등법원 재판이 시작된다.
- 1월 27일, 찰스 1세의 사형 집행 영장이 서명된다.
- 1월 30일, 찰스 1세가 참수형에 처해진다 – 잔부의회는 잉글랜드 또는 아일랜드 왕을 선포하는 것을 금지하는 법안을 통과시킨다.
- 2월 5일, 찰스 1세의 장남인 찰스 2세는 스코틀랜드 의회에 의해 에든버러 마르카트 크로스에서 "대영제국, 프랑스, 아일랜드의 국왕"으로 선포되었다.[2]
- 2월 7일, 잔부의회는 잉글랜드 군주제 폐지를 의결한다.
- 2월 9일, 찰스 1세가 썼다고 알려진 에이콘 바실리케 출판
- 2월 14일, 잔부의회는 잉글랜드 호국경 추밀원을 창설한다.
- 2월, 휴 몽고메리와 다른 아일랜드 왕당파들이 얼스터의 뉴튼아즈에서 찰스 2세를 대영제국, 프랑스, 아일랜드의 왕으로 선포한다.[3][4]
- 3월 9일, 인게이저인 해밀턴 공작, 왕당파인 헨리 리치와 아서 카펠이 웨스트민스터에서 참수되었다.
- 3월 17일, 왕정 폐지 법안이 잔부의회에 의해 공식적으로 통과된다.
- 3월 24일, 찰스 1세의 죽음 이후에도 찰스 2세에게 충성을 유지했던 폰테프랙트 성이 항복한다.
- 5월 1일, "잉글랜드 자유 인민의 인민의 협정. 이 고통받는 민족에게 평화 제물로 바쳐짐"은 평등파 지도자들인 "존 릴번 중령, 윌리엄 왈윈, 토머스 프린스 (평등파), 그리고 리처드 오버턴 (1649년 5월 1일 런던탑에 수감된 죄수들)"에 의해 확장된 버전이다.
- 10월, 존 밀턴의 에이코노클라스테스 첫 출판, 에이콘 바실리케에 대한 반박

## 잉글랜드의 스코틀랜드 침공

### 1650년 사건
- 5월 1일, 찰스 2세와 스코틀랜드 언약도 사이에 브레다 조약이 체결된다.
- 6월 23일, 찰스 2세가 엄숙동맹과 언약에 서명한다.
- 9월 3일, 스코틀랜드 던바 전투
- 12월 1일, 스코틀랜드 하이턴 전투 (소규모 교전)

### 1651년 사건
- 1월 1일, 찰스 2세가 스코틀랜드 스콘에서 스코틀랜드의 왕으로 즉위한다.
- 7월 20일, 인버케이딩 전투
- 8월 25일, 위건 레인 전투 (소규모 교전)
- 8월 28일, 업턴 전투 (우스터 서부 포위 시작)
- 9월 3일, 우스터 전투
- 9월 3일, 찰스 2세의 도피 시작
- 9월 6일, 찰스 2세는 보스코벨 하우스 주변 숲속의 로열 오크에 숨어 하루를 보낸다.
- 10월 16일, 찰스 2세는 잉글랜드를 성공적으로 탈출한 후 프랑스 왕국 노르망디에 상륙한다.

## 잉글랜드 내전 이후 사건
대략적인 사망자 수:
왕당파: 50,000명.
의회파: 34,000명
- 1650년–1660년, 잉글랜드 공위시대
  - 1649년–1653년, 잉글랜드 공화국의 첫 번째 시기
  - 1653년 4월 20일, 올리버 크롬웰에 의해 잔부의회가 해산된다.
  - 1653년–1658년, 호국경 정치 (올리버 크롬웰 통치하)
  - 1655년 3월 25일, 메릴랜드주에서 서번 전투가 벌어졌으며, 공화국 깃발 아래 싸우던 청교도 군이 볼티모어 경을 위해 싸우던 왕당파 군을 물리쳤다.
  - 1657년 4월 13일, 올리버 크롬웰이 잉글랜드 왕관을 거절한다.
  - 1658년 9월 3일, 올리버 크롬웰 사망
  - 1658년–1659년, 리처드 크롬웰 통치하의 호국경 정치
  - 1659년 5월 7일, 리처드 크롬웰에 의해 잔부의회가 복원된다.
  - 1659년 5월 25일, 리처드 크롬웰이 호국경 직위 사임 공식 서한을 전달한다.
  - 1659년 10월 13일, 잔부의회가 다시 해산된다.
  - 1659년–1660년, 잉글랜드 공화국의 두 번째 시기
- 1660년, 잉글랜드 왕정복고 및 찰스 2세의 귀환
  - 1660년 1월 30일, 찰스 2세가 잉글랜드 국왕으로 선포된다.
  - 1660년 3월, 의회 소집 (콘벤션 의회)이 선출된다.
  - 1660년 4월 4일, 찰스 2세는 브레다 선언을 발표하여 잉글랜드 왕관 수락 조건을 알린다.
  - 1660년 4월 25일, 의회 소집이 처음으로 소집된다.
  - 1660년 5월 29일, 찰스 2세가 런던에 도착하고 잉글랜드 군주정이 복원된다.
  - 1660년 7월, 리처드 크롬웰은 프랑스 왕국으로 잉글랜드를 떠났으며, 그곳에서 "존 클라크"를 포함한 다양한 가명을 사용했다.
  - 1660년 12월 29일, 찰스 2세에 의해 의회 소집이 해산된다.
  - 1661년 4월 23일, 웨스트민스터 사원에서 찰스 2세의 대관식이 거행된다.
  - 1660년–1662년, 찰스 1세 시역자들의 재판 및 처형
  - 1661년 1월 30일, 찰스 1세 참수 12주년 기념일에 올리버 크롬웰의 파헤쳐진 유해가 부관참시되었다 (크롬웰의 잘린 머리는 1685년까지 웨스트민스터 홀 밖에 있는 기둥에 전시되었다).

## 같이 보기
- 삼왕국 전쟁 연대기
- 잉글랜드 내전 시기의 콘월
- 잉글랜드 내전 시기의 슈롭셔
- 삼왕국 전쟁 연대기 (1639–1651)
- 잉글랜드 내전 시기의 우스터셔

## 내용주
1. ↑  Sherwood, Roy (1992). 《The Civil War in the Midlands 1642–1651》. Alan Simon Publishing. 136–137쪽. ISBN 0750901667.
2. ↑  Brown 2013, Scottish proclamation.
3. ↑  Reid & Killen 1853, 102쪽 footnote 20: The ceremonial at the proclamation of Charles II. at Newtownards may be seen in the Montg. MSS., p. 206.
4. ↑  "King Charles the 2d being proclaimed our King of Great Britain, France, and Ireland" (Montgomery & Hill 1869, 68, 178쪽).

이 페이지의 일부 정보는 다른 웹사이트와 다르거나 유사할 수 있다.